# Karl-Heinz Handschuh
Karl-Heinz Handschuh (Reichenbach an der Fils, 30 novembre 1947) è un ex calciatore tedesco.

## Biografia
Anche suo figlio Steffen ha avuto una breve carriera come calciatore professionista.

## Caratteristiche tecniche
In attività giocava come centrocampista o attaccante.

## Carriera
È l'ottavo marcatore di sempre nella storia dello Stoccarda. Vanta due presenze con la nazionale B della Germania Ovest.